# Accords de Locarno

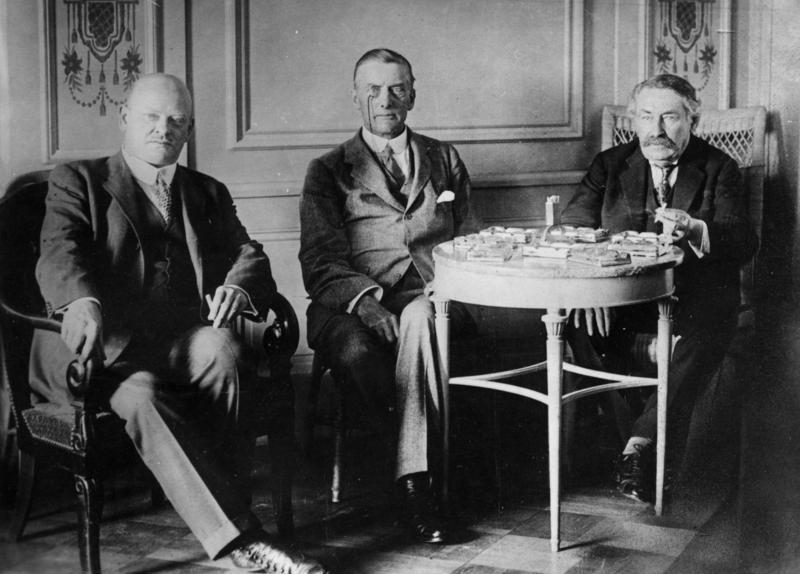
Gustav Stresemann, Austen Chamberlain et Aristide Briand

Les accords de Locarno sont signés le 16 octobre 1925 au Palazzo del Pretorio (it) de Locarno, une ville suisse sur les bords du lac Majeur, entre les représentants des principaux États : de l'Allemagne (Gustav Stresemann), de la Belgique (Émile Vandervelde), de la France (Aristide Briand), du Royaume-Uni (Austen Chamberlain), de l'Italie (Benito Mussolini), de la Pologne (Aleksander Skrzyński) et de la Tchécoslovaquie (Edvard Beneš). Ils sont ratifiés le 1er décembre 1925. Ils visent à assurer la sécurité collective en Europe et les frontières de l'Allemagne.
Cinq traités sont alors signés : un Pacte rhénan qui garantit les frontières occidentales de l'Allemagne, et quatre autres traités d'arbitrage (Allemagne-France, Allemagne-Belgique, Allemagne-Pologne et Allemagne-Tchécoslovaquie).
Les frontières de l'Allemagne sont divisées en deux catégories : les frontières orientales et les frontières occidentales. Seules les frontières occidentales de l’Allemagne sont réellement garanties par les accords de Locarno. Briand avait une idée bien marquée de ce que les accords de Locarno devaient apporter à l’Europe d’après-guerre : « Si les accords de Locarno ne correspondent pas à un esprit nouveau, s’ils ne marquent pas le début d’une ère de confiance et de collaboration, ils ne produiront pas ce grand effet que nous en attendons. Il faut que de Locarno, une Europe nouvelle se lève. »

## Contexte

### Des années de crispation aux années de conciliation[2]
Les années de « conciliation » (1924-1929) succèdent aux années de « crispation » (1919-1924), selon Robert Paxton. La France perd le soutien du Royaume-Uni et des États-Unis (le Sénat américain avait déjà refusé de ratifier le traité de Versailles). Elle tente de se rapprocher des pays d'Europe centrale et d'appliquer de manière unilatérale les clauses du traité de Versailles. L’acmé de cette crise se situe en 1923, avec l’extraction forcée du charbon ordonnée par Raymond Poincaré en janvier dans la région de la Ruhr et la tentative de putsch de la brasserie d’Adolf Hitler en novembre 1923 à Munich. Le contexte de signature des accords de Locarno est celui de tensions entre les pays avec l’esprit de revanche en Allemagne, que l'article 231 du traité de Versailles tient pour seule responsable de la Première Guerre mondiale, et exige des réparations, que plusieurs estiment excessives, de l'Allemagne.
La France et l'Allemagne sont, toutes deux, dans une impasse. Les nouveaux gouvernements, le Cartel des gauches en France d'Édouard Herriot et le Parti travailliste au Royaume-Uni de Ramsay MacDonald, sont à l’œuvre au sein des grandes puissances européennes et entérinent une phase d'adoucissement des relations diplomatiques. Le nouveau chancelier allemand, Gustav Stresemann, veut officiellement apaiser les relations diplomatiques des deux côtés et résoudre la crise interne, qui secoue l'Allemagne.
À ce propos, Christian Baechler dit : « Les accords de Locarno et l’entrée à la SDN sont la reconnaissance par l’Allemagne de la légitimité de l’ordre européen d’après 1919, et en même temps le point de départ d’un nouvel ordre européen dans lequel l’Allemagne retrouve sa place. »

### Les liminaires directs à la conférence de Locarno
L’idée d’une paix perpétuelle entre les nations connaît une évolution. Le protocole de Genève ayant été écarté, la sécurité européenne inquiète fortement les puissances victorieuses de la Grande Guerre comme la France et le Royaume-Uni. Les dispositions des articles 10 et 16 du pacte de la Société des Nations sont les seules garanties pour assurer la sécurité collective.
Pour que la sécurité occidentale soit pleinement assurée, l’Allemagne prend l’engagement de ne pas forcer la frontière rhénane, ce qui sera un principe important des accords de Locarno. L’Allemagne veut se rapprocher des nations victorieuses pour se redresser financièrement et économiquement. En 1922, le chancelier Wilhelm Cuno propose à la France un arrangement sur la question du Rhin, mais Poincaré s’y oppose. L’Allemagne ne s’avoue cependant pas vaincue, et son ambassadeur à Paris remet le 9 février 1925 un mémorandum au premier ministre de la France sur la mise en place d’un pacte de sécurité.
De longues conversations ont lieu entre Paris et Londres pour répondre à la proposition allemande. Les puissances les acceptent enfin dans les accords de Locarno.

## Contenu

### Le Pacte rhénan et les conventions d’arbitrage germano-belges et franco-allemandes
Le Pacte rhénan est signé par la Belgique, l’Italie, le Royaume-Uni, la France et l’Allemagne. Le traité de garantie mutuelle permet aux puissances signataires d’affirmer le maintien du statu quo territorial et juridique de la région rhénane.
Il pose trois problèmes majeurs : le principe de garantie, le principe contre la guerre comme moyen de règlement des conflits et le principe de l’arbitrage obligatoire :
- Le principe de garantie dans le Pacte rhénan est posé dans son article premier. Les signataires s’engagent à respecter :

- Le maintien du statu quo territorial résultant des frontières entre l’Allemagne et la Belgique et entre l’Allemagne et la France
- L’inviolabilité des dites frontières fixées par ou en exécution du traité de Versailles
- L’observation des dispositions des articles 42 et 43 du traité de Versailles concernant la zone démilitarisée
- L’interdiction d’utiliser la guerre pour régler les conflits de l'article 2 du Pacte rhénan pose le principe d’interdiction à l’Allemagne, la France et la Belgique d’utiliser la guerre pour régler leurs différends : « L’Allemagne et la Belgique et de même l’Allemagne et la France, s’engagent à ne se livrer de part et d’autre, à aucune attaque ou invasion et à ne recourir de part et d’autre, en aucun cas à la guerre »[7].

- Une procédure pacifique est obligatoire pour régler les différends entre États signataires selon l’article 3 du Pacte rhénan. Les organes chargés d’examiner les différends et de mettre en place la procédure d’arbitrage obligatoire sont la cour de justice, la commission de conciliation et le conseil de la Société des Nations[8]. Deux conventions d’arbitrage sont intégrées au Pacte rhénan : une convention germano-belge et une convention franco-allemande. La procédure pacifique est différente selon que les différends soient d’ordre juridique ou politique :

♦ Les différends juridiques :
Toutes les contestations entre l’Allemagne et la France « au sujet desquelles les parties se contesteraient réciproquement un droit » sont réglées par la cour de justice internationale. Le règlement juridique est d’ordre obligatoire.
♦ Les différends politiques :
L’article 3 du Pacte rhénan stipule que chaque conflit d’intérêt doit être soumis à une commission de conciliation et si aucun arrangement n’est trouvé, la procédure se fait devant le Conseil des Nations. Les décisions finales du conseil de la SDN sont en principe obligatoires.
L'accord stipule aussi que les trois premiers signataires (la Belgique, la France et l'Allemagne) s'engagent à ne pas attaquer l'autre, avec l'Italie et le Royaume-Uni comme garants. En cas d'agression par un des trois premiers États contre un autre, tous les autres s'engagent à aider l'État attaqué[réf. nécessaire].

### Les traités d’arbitrage entre l’Allemagne et la Pologne, l’Allemagne et la Tchécoslovaquie et les traités franco-polonais et franco-tchécoslovaques
Ces traités d’arbitrage sont conçus dans les mêmes termes que les conventions franco-allemandes et germano-belges mais se différencient par leurs préambules. Les signataires veulent garantir les deux frontières orientale et occidentale. Entre l’Allemagne et la Pologne mais aussi entre l’Allemagne et la Tchécoslovaquie, il y a de nombreuses tensions depuis la signature du traité de Versailles.
Le problème est que contrairement au Pacte rhénan, le traité d’arbitrage n’est pas un traité de garantie et ne peut donc assurer véritablement la sécurité. De plus, le Royaume-Uni ne veut pas garantir une autre frontière que la frontière occidentale. Par ailleurs, le même jour que les accords de Locarno, deux traités de garantie réciproques entre la France et la Pologne et entre la France et la Tchécoslovaquie sont signés. En cas de conflit entre l’Allemagne et la France, la Pologne et la Tchécoslovaquie se rallieraient immédiatement à la France au nom de ce traité de garantie.

## Entrée en vigueur
Les accords de Locarno sont enregistrés par la SDN, conformément à son pacte. Cette condition a été remplie le 14 décembre 1925, Chamberlain les ayant enregistrés après la signature des accords le 16 octobre 1925. L’admission de l’Allemagne à la SDN, le 10 septembre 1926, est le jour de l’entrée en vigueur des accords de Locarno. Ces derniers sont acceptés par la société internationale sans problème majeur.

## Conséquences

### «L’esprit Locarno»
À la suite des accords, on a parlé d'« esprit Locarno », pour désigner un esprit de solidarité qui émane des accords signés. Les gouvernements signataires déclarent avoir la conviction que l’entrée en vigueur des accords contribuera à amener une détente morale entre les nations en raffermissant la paix et la sécurité en Europe. C’est donc en vue d’une collaboration mutuelle que les États ennemis de la Grande Guerre se rassemblent pour encourager la reconstruction politique et économique de l’Europe. Aristide Briand disait : « L’accord de Locarno que nous consacrons par nos signatures a ceci d’encourageant : il procède d’un autre esprit ; à l’esprit de précaution, de soupçon, se substitue l’esprit de solidarité. »

### «Un jeu à somme positive»[15]
L'Allemagne renonce officiellement à ses ambitions révisionnistes et plus concrètement aux modifications des frontières occidentales, ce qui lui vaut la confiance de la France qui en 1926 se prononce en faveur de son entrée à la Société des Nations. On ne peut plus désormais régler les problèmes allemands de façon autoritaire . Toutefois les frontières orientales ne sont officiellement ni reconnues par le gouvernement allemand, ni garanties, les Britanniques refusant de se lier à l'est de l'Europe à un pacte de sécurité collective, le pendant potentiel du Pacte rhénan. En ne reconnaissant pas le statu quo des frontières de l'Europe de l'Est fixées par le traité de Versailles, particulièrement celles du couloir de Dantzig qui la concernent directement, l'Allemagne peut ainsi envisager à terme une révision de ses frontières orientales. Par ailleurs, la France consent à retirer précocement ses troupes de Rhénanie et garde l’Alsace-Lorraine.
Les accords de Locarno suscitent un immense espoir, comme on peut le lire dans un article de l’époque paru dans le Times, qui traduit bien l'euphorie ambiante : « Austen Chamberlain, le ministre britannique des Affaires étrangères, tremblait et pleurait de joie, de même que le ministre français des Affaires étrangères, Aristide Briand. Benito Mussolini baisa la main de Mme Chamberlain. La fanfare jouait. Toute la foule assemblée sur la place dansait. »
Ces accords valent à Briand le surnom de « pèlerin de la paix ». Il déclare par ailleurs dans l'un de ses discours : « Arrière les fusils, les mitrailleuses, les canons ! Place à la conciliation, à l'arbitrage et à la paix » . Ce dernier obtient d’ailleurs avec Stresemann en 1926 le prix Nobel de la paix. De plus, la signature en 1928 du pacte Briand-Kellogg entre la France et les États-Unis s’inscrit dans cette lignée pacifique, insufflée par les accords de Locarno.

#### Moment de paix européenne
Les accords de Locarno sont l'acmé du moment de paix européen dans l'entre-deux-guerres. De 1920 à 1925, les projets pour l'unification de l'Europe foisonnent comme celui de Richard Nikolaus de Coudenhove-Kalergi pour l'Union paneuropéenne internationale.

## Critiques

### Affirmation dustatu quo
Les accords de Locarno et les conventions d’arbitrage sont avant tout le complément du traité de Versailles. Parmi les dispositions du traité de Versailles, celles concernant le statut de la zone démilitarisée doivent être considérées comme les plus essentielles. Les accords de Locarno abordent et déterminent, pour la première fois depuis la guerre, d’une manière parfaitement explicite le statut territorial de la région rhénane. En résumé, des deux régimes institués par les accords de Locarno, le premier concernant la région rhénane est garanti et sanctionné, mais le second, concernant les frontières orientales n’est ni garanti ni sanctionné et affaiblit même les dispositions figurant dans le traité de Versailles au sujet de ces frontières.

### Optimisme trompeur
D’une part, les accords de Locarno ont connu des inconvénients qui sont contradictoires avec l’optimisme ambiant. En effet, ils contiennent des inégalités concernant le régime de garantie, l'inviolabilité du statu quo territorial à l’occident et celui à l’orient n'étant pas garantis de la même façon. On ne peut parler d'un « Locarno oriental » . Il existe également des divergences concernant les puissances signataires car il y a des puissances garanties : l’Allemagne, la France et la Belgique et des puissances garantes : la Grande-Bretagne et l’Italie ainsi que les pays de l’Est : « La seconde ambigüité de Locarno est que le traité ne garantit pas les frontières des États de la Petite Entente c'est-à-dire la Tchécoslovaquie, la Roumanie, la Yougoslavie » . Il n’existe aucune réciprocité entre les deux parties. De plus, il faut noter une sorte de « duplicité française »  en ce que la France signe les accords de Locarno, qui sont un pacte avec Allemagne entre autres, mais elle noue également une alliance avec la Tchécoslovaquie et la Pologne pour lutter contre l’influence allemande. En effet, la méfiance entre la France et l’Allemagne est encore vivement présente, ce qui est prouvé par la construction de la ligne Maginot en 1929. En effet, la France et l’Allemagne n’ont pas la même vision des accords de Locarno. La France craint le réarmement allemand, qui reste encore « balbutiant » selon Paxton mais tout de même persistant. L’Allemagne « espère toujours retrouver pacifiquement l’ensemble de ses frontières et de ses droits » . La commission de contrôle alliée montre dans deux de ses rapports de janvier 1925 et de janvier 1927 que l’Allemagne « n’a jamais eu l’intention de se désarmer ».
Les principaux accords sont :
1. Traité entre l'Allemagne, la Belgique, la France, la Grande-Bretagne et l'Italie : le « pacte de stabilité » (aussi dit « Pacte rhénan »).
Ces cinq États garantissent les frontières occidentales (= rhénanes), donc le statu quo.
L’Allemagne accepte la perte de l’Alsace-Lorraine et de l’Eupen-Malmedy, en même temps elle est protégée d’une nouvelle occupation française et belge. Toutefois, l'Allemagne ne reconnaît pas ses frontières orientales, ouvrant la voie aux revendications ultérieures des minorités allemandes en Tchécoslovaquie et en Pologne ;
2. Convention d’arbitrage entre l’Allemagne et la Belgique ;
3. Convention d’arbitrage entre l’Allemagne et la France.
Par ces deux conventions, les pays signataires renoncent à utiliser la force en cas d’un conflit éventuel ;
4. Convention d’arbitrage entre l’Allemagne et la Pologne ;
5. Convention d’arbitrage entre l’Allemagne et la Tchécoslovaquie.
Ces deux conventions mettent en place un système assez compliqué d’arbitrage. L'Allemagne ne reconnaît pas le tracé de ses frontières orientales ;
6. La France signe séparément deux traités d’alliance avec la Pologne et la Tchécoslovaquie : chacun promet un soutien armé aux autres en cas d’attaque de l’Allemagne.

L'URSS accueille froidement les accords, qui l'isolent un peu plus et reviennent sur le rapprochement entre l'Allemagne et l'URSS, opéré lors du traité de Rapallo.